# 유용근
유용근(劉溶根, 1940년 12월 29일~)은 대한민국의 정치인이다. 제10·11대 국회의원을 지냈다.

## 학력
- 성남중.등학교졸업
- 건국대학교 경상대학 경제과 졸업
- 고려대학교 경영대학원 수료
- 서울대학교행정대학원 수료

## 경력
- 한국 4-H 구락부 연합회장
- 국제시민봉사회 한국본부 부총재
- 학교법인 배인학원 이사장
- 국제라이온스 협회 309-G 지역부총재
- 한국농어촌문제 연구소 이사장
- 신사회 국민운동본부 상임의장
- 한국환경 늘푸른숲 보유운동 연맹부총재
- 대한민국헌정회 경기도 지회장
- 백범정신실천 겨레 연합 공동대표
- 한국B.B.S경기도연맹회장
- 국가정상화 국민총화연대 공동대표
- 한민족원로회 원로위원
- 대한민국헌정회 10대별국회의원회회장

## 역대 선거 결과
|  | 25.92% |

|  | 24.75% |

|  | 26.34% |

|  | 16.83% |

|  | 14.40% |

|  | 12.4% |

|  | 25.43% |